# Pterotopeza albicincta
Pterotopeza albicincta är en tvåvingeart som först beskrevs av Townsend 1912.  Pterotopeza albicincta ingår i släktet Pterotopeza och familjen parasitflugor.
Artens utbredningsområde är Peru. Inga underarter finns listade i Catalogue of Life.